# Cláudio Stevenson
Cláudio Stevenson (Rio de Janeiro, 01 de março de 1955 - Rio de Janeiro, 04 de fevereiro de 1987) foi um guitarrista de funk, samba-funk, soul, jazz fusion e samba jazz brasileiro. Tocou com diversos artistas, como Tim Maia, Caetano Veloso e Gonzaguinha, tendo ficado famoso por fazer parte da Banda Black Rio.

## Carreira
Iniciou a sua carreira em 1972, se apresentando com o cantor Taiguara no Festival de Jazz de Montreux. Nos anos seguintes, trabalhou em diversas casas noturnas do Rio de Janeiro. Em 1974, se apresenta no Festival de Verão acompanhando Gal Costa e Hyldon e passa a gravar e fazer arranjos para vários nomes da MPB. Em 1976, junto com Oberdan Magalhães, Barrosinho, Cristovão Bastos, Jamil Joanes e Luiz Carlos Batera funda a Banda Black Rio, lançando Maria Fumaça, pela WEA. Em 1978, Caetano Veloso e a Black Rio se juntam e produzem o Bicho Baile Show, espetáculo apresentado no teatro Carlos Gomes e que seria lançado em disco em 2002, na caixa Todo Caetano. Em 1980, conhece a cantora Sandra de Sá e se apresenta no Festival MPB Shell, da Rede Globo. Em 1981, a Black Rio se apresenta acompanhando a cantora americana Cheryl Lynn, no Rio Jazz Monterrey Festival. Com o fim da Banda Black Rio com a morte de Oberdan, acompanhou Gonzaguinha de 1985 até a sua morte, em 04 de fevereiro de 1987.